# Kenneth Knudsen (fodboldspiller)
 Der er flere personer med dette navn, se Kenneth Knudsen.
Kenneth Knudsen (født 3. februar 1981) er en dansk fodboldspiller, der opnåede 104 kampe for Vejle Boldklub og scorede 27 mål. Han startede i Hedensted IF, hvorfra han rykkede til Vejle Boldklub som ungdomsspiller. Efter nogle år i denne klub skiftede han til Mandalskameratene i Norge. Efter dette spillede han en kort periode i Fredericia KFUM, inden han vendte tilbage til barndomsklubben i Hedensted IF. I dag (2013) spiller han i den lokale serie 4 klub, Sole IF.